# Francis Peltier
Pour les articles homonymes, voir Peltier.
Francis Peltier, né le 10 mai 1960 à Fresnoy-le-Grand, était un footballeur français. Il évoluait au poste d'arrière latéral.
Son frère Pascal Peltier était lui aussi footballeur professionnel.

## Carrière
- Olympique Saint-Quentin
- 1978-1981 :  RC Lens[1]
- 1981-1983 :  Paris FC, puis Racing Paris 1
- 1983-1986 :  RC Paris
- 1986-1988 :  FC Sochaux
- 1988-1990 :  Valenciennes FC
- 1990-1991 :  Chamois niortais FC[2]

## Palmarès
- Champion de France de Division 2 en 1986 avec le Racing Club de Paris
- Finaliste de la Coupe de France en 1988 avec le FC Sochaux
- Vice-champion de France de Division 2 en 1988 avec le  FC Sochaux

## Statistiques
- 71 matchs et 1 but en Division 1
- 212 matchs et 4 buts en Division 2
- Premier match en Division 1 : le 26 janvier 1980, RC Lens - Olympique de Marseille (4-1)